# Bruce Dern
Bruce MacLeish Dern (ur. 4 czerwca 1936 w Chicago) − amerykański aktor charakterystyczny.
Nominowany do Oscara dla najlepszego aktora drugoplanowego za rolę kapitana Boba Hyde’a w melodramacie wojennym Hala Ashby’ego Powrót do domu (1978) oraz Oscara dla najlepszego aktora pierwszoplanowego jako Woodrow T. „Woody” Grant w komediodramacie Alexandra Payne’a Nebraska (2013).
Trzykrotnie nominowany do nagrody Emmy i raz do BAFTA. Laureat Złotej Palmy na 67. Międzynarodowym Festiwalu Filmowym w Cannes oraz Srebrnego Niedźwiedzia na 33. festiwalu Berlinale.
W 2010 otrzymał własną gwiazdę w Alei Gwiazd w Los Angeles znajdującą się przy 6270 Hollywood Boulevard.
Ojciec aktorki Laury Dern ze swoją byłą żoną, aktorką Diane Ladd.

## Życiorys

### Wczesne lata
Urodził się w Chicago w Illinois jako syn Jean (z domu MacLeish; 1908–1972) i Johna Derna (1903–1958), dyrektora ds. mediów i prawnika. Jego rodzina miała pochodzenie niemieckie, angielskie, szkockie, holenderskie i walijskie. Jest wnukiem George’a H. Derna, gubernatora stanu Utah, chrześniakiem pierwszej damy Eleanory Roosevelt.
Uczęszczał do New Trier High School w Winnetce. Studiował na Uniwersytecie Pensylwanii. Przez całe życie zapalony biegacz, był gwiazdą toru w liceum i starał się zakwalifikować do zawodów olimpijskich w 1956. Uczył się aktorstwa w Actors Studio pod kierunkiem Elii Kazana i Lee Strasberga.

### Kariera
Debiutował na scenie w Filadelfii w przedstawieniu Czekając na Godota Samuela Becketta. Występował na Broadwayu w sztukach: Cień bandyty Seána O’Caseya (1958) jako Maguire, Słodki ptak młodości Tennessee Williamsa (1959) jako Stuff z Paulem Newmanem i Nieznajomi (1979) jako Sinclair „Hal” Lewis.
Po swoim debiucie filmowym jako Jack Roper w dramacie historycznym Elii Kazana Dzika rzeka (Wild River, 1960), zagrał marynarza w kilku retrospekcjach w dreszczowcu Alfreda Hitchcocka Marnie (1964), zamordowanego kochanka w dreszczowcu Roberta Aldricha Nie płacz, Charlotto (1964) z Bette Davis, morderczego złodziejaszka w westernie Teda Posta Powieście go wysoko (1968) z Clintem Eastwoodem, rewolwerowca w komediowym westernie Burta Kennedy’ego Popierajcie swego szeryfa (1969) oraz zubożałego farmera z ciężarną żoną w dramacie Sydneya Pollacka Czyż nie dobija się koni? (1969) wg powieści Horace’a McCoya.
W westernie Marka Rydella Kowboje (1972) wystąpił w roli złodziejaszka bydła, który zabija ranczera (John Wayne). Zdobył uznanie jako rozpieszczony Tom Buchanan w melodramacie Jacka Claytona Wielki Gatsby (1974) i jako rozczarowany weteran wojny wietnamskiej w dramacie wojennym Hala Ashby’ego Powrót do domu (1978). 
Wystąpił w serialu HBO Trzy na jednego (Big Love, 2006−2011) jako Franklin Harlow, dominujący ojciec poligamisty Billa (Bill Paxton) i w westernie Quentina Tarantino Nienawistna ósemka (2015) jako generał Sanford „Sandy” Smithers.

## Życie prywatne
7 września 1957 ożenił się z Marie Dawn Pierce, z którą się rozwiódł w 1959. W 1960 poślubił aktorkę Diane Ladd. Ich pierwsza córka, Diane Elizabeth Dern (ur. 29 listopada 1960), zmarła w wieku 18 miesięcy z powodu urazów głowy po upadku na basenie 18 maja 1962. Druga córka Laura Dern (ur. 10 lutego 1967) została aktorką. 18 września 1969 doszło do rozwodu. 20 października 1969 ożenił się z Andreą Becket.

## Filmografia
- Dzika rzeka (Wild River, 1960) jako Jack Roper
- Stoney Burke (1962-1963) jako E.J. Stocker
- Marnie (1964) jako Żeglarz
- Nie płacz, Charlotto (Hush... Hush, Sweet Charlotte, 1964) jako John Mayhew
- Dzikie anioły (The Wild Angels, 1966) jako Josey Kerns
- Podróż (The Trip, 1967) jako John
- Źródełko (Waterhole #3, 1967) jako Samuel E. Trippen
- Wóz Pancerny (The War wagon, 1967) jako Hammond
- Masakra w dniu świętego Walentego (The St. Valentine's Day Massacre, 1967) jako Johnny May
- Powieście go wysoko (Hang 'Em High, 1968) jako Miller
- Psych-Out (1968) jako Steve
- Will Penny (1968) jako Rafe Quint
- Obrona zamku (Castle Keep, 1969) jako por. Billy Byron Bix
- Popierajcie swego szeryfa (Support Your Local Sheriff!, 1969) jako Joe Danby
- Czyż nie dobija się koni? (They shoot horses, don't they?, 1969) jako James
- Number One (1969) jako Richie Fowler
- The Cycle Savages (1969) jako Keeg
- Krwawa mamuśka (Bloody Mama, 1970) jako Kevin Dirkman
- The Rebel Rousers (1970) jako J.J. Weston J.J. Weston
- Jedźmy przed siebie (Drive, He Said, 1971) jako trener Bullion
- Sam Hill: Who Killed Mr. Foster? (1971) jako Doyle Pickett
- The Incredible 2-Headed Transplant (1971) jako dr Roger Girard
- Król Marvin Gardens (The King of Marvin Gardens, 1972) jako Jason Staebler
- Niemy wyścig (Silent Running, 1972) jako Lowell
- Kowboje (The Cowboys, 1972) jako Asa Watts
- Thumb Tripping (1972) jako Smitty
- Uśmiechnięty gliniarz (The Laughing Policeman, 1973) jako Insp. Leo Larsen
- Wielki Gatsby (The Great Gatsby, 1974) jako Tom Buchanan
- Oddział (Posse, 1975) jako Jack Strawhorn
- Uśmiech (Smile, 1975) jako Wielki Bob Freelander
- Intryga rodzinna (Family plot, 1976) jako George Lumley
- Mieszczańskie szaleństwa (Folies bourgeoises, 1976) jako William Brandels
- Won Ton Ton – pies, który ocalił Hollywood (Won Ton Ton, the Dog Who Saved Hollywood, 1976) jako Grayson Potchuck
- Czarna niedziela (Black Sunday, 1977) jako Capt. Michael J. Lander
- Kierowca (The Driver, 1978) jako detektyw
- Powrót do domu (Coming Home, 1978) jako kapitan Bob Hyde
- Szaleństwo wieku średniego (Middle Age Crazy, 1980) jako Bobby Lee
- Tatuaż  (Tattoo, 1981) jako Karl Kinsky
- Harry Tracy, Desperado (1982) jako Harry Tracy
- Sezon mistrzów (That Championship Season, 1982) jako e Sitkowski
- Space (1985) jako Stanley Mott
- On the Edge (1985) jako Wes Holman
- Toughlove (1985) jako Rob Charters
- Wielkie miasto (The Big Town, 1987) jako pan Edwards
- Chata wuja Toma (Uncle Tom’s Cabin, 1987) jako Augustine St. Claire
- Retour  (1987)
- Róże dla bogatych (Roses Are for the Rich, 1987) jako Douglas Osborne
- Świat oszalał (World Gone Wild, 1988) jako Ethan
- Rok 1969 (1969, 1988) jako Cliff
- Detektyw w raju (Trenchcoat in Paradise, 1989) jako John Hollander
- Na przedmieściach (The Burbs, 1989) jako Mark Rumsfield
- Jackie Robinson (The Court-Martial of Jackie Robinson, 1990) jako Skaut Ed Higgins
- Po zmroku, kochanie (After Dark, My Sweet, 1990) jako wujek Bud
- Upiory przeszłości (Carolina Skeletons, 1991) jako Junior Stoker
- Into the Badlands (1991) jako T.L. Barston
- Pojedynek oszustów (Diggstown, 1992) jako John Gillon
- Nic osobistego (It's Nothing Personal, 1993) jako Billy Archer
- Mściciel zza grobu (Dead Man’s Revenge, 1994) jako Payton McCay
- Amelia Earhart: Ostatni lot (Amelia Earhart: The Final Flight, 1994) jako George Putnam
- Twarzą w twarz ze śmiercią (A Mother’s Prayer, 1995) jako John Walker
- Dziki Bill (Wild Bill, 1995) jako Will Plummer
- Mrs. Munck (1995) jako Patrick Leary
- Nagi peryskop (Down Periscope, 1996) jako admirał Yancy Graham
- Ostatni sprawiedliwy (Last Man Standing, 1996) jako szeryf Ed Galt
- Nieugięci (Mulholland Falls, 1996) jako szef
- Comfort, Texas  (1997)
- Ofiara doskonała (Perfect Prey, 1998) jako kapitan Swaggert
- Mali żołnierze (Small Soldiers, 1998) jako Link Static (głos)
- Ostatni skok (If... Dog... Rabbit..., 1999) jako McGurdy
- Nawiedzony – niektóre domy rodzą się złe (The Haunting, 1999) jako pan Dudley
- Przeczucie zbrodni (Hard Time: The Premonition, 1999) jako Ray Earl Winston
- Rącze Konie (All the Pretty Horses, 2000) jako sędzia
- Dom Glassów (The Glass House, 2001) jako Begleiter
- Madison (2001) jako Harry Volpi
- Monster (2003) jako Thomas
- Bezlitosna ziemia (Hard Ground, 2003) jako Nate Hutchinson
- Jeźdźcy Apokalipsy (Masked and Anonymous, 2003) jako Editor
- Milwaukee, Minnesota (2003) jako Sean McNally
- Dolina iluzji (Down in the Valley, 2005)
- Believe in Me (2005) jako Ellis Brawley
- To nie takie łatwe (The Hard Easy, 2005)
- Trzy na jednego (Big Love, 2006-2011) jako Franklin
- Walker Payne (2006) jako Chester
- Podwójna tożsamość (The Death and Life of Bobby Z, 2007) jako Hippy (głos)
- Trudna miłość (The Cake Eaters, 2007) jako Easy Kimbrough
- CSI: Kryminalne zagadki Nowego Jorku (CSI:NY, 2008) jako weterynarz
- Potwór z mokradeł (Swamp Devil, 2008) jako Howard Blaime
- Chłopcy z Chatham (The Golden Boys, 2008) jako kapitan Perez
- Strach (The Hole, 2009) jako pan Carl
- Trim (Trim, 2010) jako Dale
- Wybór (Choose, 2010) jako doktor Ronald Pendleton
- Twixt (Twixt, 2011) jako Bobby LaGrange
- Django (Django Unchained, 2012) jako starzec Carrucan
- Standby (Standby, 2012) jako Bud
- Nebraska (Nebraska, 2013) jako Woody Grant
- Northern Borders (Northern Borders, 2013) jako Sr Austin Kittredge
- Cut Bank (Cut Bank, 2014) jako Georgie Wits
- Nienawistna ósemka (The Hateful Eight, 2015) jako generał Sanford „Sandy” Smithers
- Nasze noce (Our Souls at Night, 2017) jako Dorlan Becker
- Pewnego razu... w Hollywood, (2019) jako George Spahn

## Nagrody
| Rok  | Nagroda                   | Kategoria       | Film                  |
| ---- | ------------------------- | --------------- | --------------------- |
| 1983 | Nagroda na MFF w Berlinie | Najlepszy aktor | Sezon mistrzów (1982) |
| 2013 | 67. MFF w Cannes          | Złota Palma     | Nebraska (2013)       |